# John Kerr (Schauspieler)
John Grinham Kerr (* 15. November 1931 in New York City, New York; † 2. Februar 2013 in Pasadena, Kalifornien) war ein US-amerikanischer Schauspieler.

## Leben

### Familie und Ausbildung
Kerr wurde in New York City in eine Familie von Schauspielern hineingeboren. Seine Eltern Geoffrey Kerr und June Walker waren beide Bühnen- und Filmschauspieler. Sein Großvater war der britische Schauspieler Frederick Kerr, der als Charakterdarsteller zwischen 1880 und seinem Tod 1933 erfolgreich an amerikanischen Bühnen und als Filmschauspieler (Waterloo Bridge; Frankenstein) auftrat. 1938, kurz vor Ausbruch des Zweiten Weltkriegs, trennten sich Kerrs Eltern. Kerrs Vater kehrte nach Großbritannien zurück; seine Mutter zog Kerr alleine auf. Die Ehe wurde später im Jahre 1945 geschieden. Kerr wuchs in der Umgebung von New York City auf. Er besuchte von 1942 bis 1945 die Harvey School in Katanoh, außerhalb von White Plains. Von 1945 bis 1948 besuchte er die Phillips Exeter Academy in New England. Ab 1948 studierte er am Harvard College, wo er dem Drama Club angehörte. Während seiner College-Zeit spielte er 1951/1952 am Brattle Theatre in Cambridge; dort spielte er unter anderem in den Stücken Ein Sommernachtstraum, Was ihr wollt und Billy Budd. Er trat außerdem bei verschiedenen Sommertheatern (1947–1949) auf. Dort waren unter anderem Luise Rainer, Jean Parker und Gertrude Lawrence seine Partnerinnen. Diese Aufführungen weckten in ihm den Wunsch, Schauspieler zu werden. Im Juni 1952 graduierte er am Harvard College.

### Bühnenkarriere
In der Spielzeit 1952/1953 gab er im Oktober 1952 sein Broadway-Debüt in der High-School-Komödie Bernardine von Mary Chase; für seine Darstellung der Rolle des Arthur Beaumont erhielt Kerr einen Theatre World Award. In der Spielzeit 1953/1954 hatte er einen großen Bühnenerfolg in Robert Andersons Theaterstück Einzelgänger (Originaltitel Tea and Sympathy). Er verkörperte darin den 17-jährigen Internatsschüler Tom Lee. Der ist in der Gemeinschaft ein Außenseiter, interessiert sich nicht für Sport, Bergsteigen oder Mädchen, liest Bücher und Gedichte und hört klassische Musik. Er wird von seinen Klassenkameraden beschuldigt homosexuell zu sein, hat jedoch tatsächlich eine Affäre mit der Frau des Schuldirektors. 1954 gewann Kerr für seine „sensible Darstellung“ einen Tony Award.

### Film und Fernsehen
1953 hatte Kerr seine erste Fernsehrolle in einer Episode der Serie Lux Video Theatre. 1954 spielte er seine erste größere Fernsehrolle in der von NBC ausgestrahlten US-amerikanischen Justice. In der Folge The Scandal that Rocked the Town verkörperte er einen Baseballspieler, der glaubt, dass skrupellose Spielemacher für seine Erfolglosigkeit auf dem Platz verantwortlich sind. Kerr spielte in dieser Folge an der Seite seiner Mutter June Walker.
Sein Filmdebüt gab er 1955, unter der Regie von Vincente Minnelli, in dem Filmdrama Die Verlorenen; seine Partner waren Lauren Bacall und Richard Widmark. Er spielte den jungen Patienten Steven Holt. Kerrs Angaben zufolge erhielt er die Rolle möglicherweise, da der ursprünglich vorgesehene James Dean sich für die Mitwirkung in dem Film Giganten entschieden hatte.
1956 spielte er neben Leslie Caron die männliche Hauptrolle in dem Film Gaby, dem dritten Remake des Films Waterloo Bridge. John Kerr übernahm 1956 an der Seite von Deborah Kerr auch die männliche Hauptrolle in der Verfilmung von Andersons Theaterstück Tea and Sympathy unter dem Titel Anders als die anderen; Regie führte wieder Vincente Minnelli. Darin verkörperte Kerr an der Seite von Deborah Kerr einen sensiblen jungen Mann, dessen Sexualität unsicher erscheint. Ebenfalls 1956 sorgte Kerr für Schlagzeilen, als er die Rolle des Flugpioniers Charles Lindbergh in der aufwendig produzierten Filmbiografie Lindbergh – Mein Flug über den Ozean mit der Begründung ablehnte, er wolle den Nazi-Sympathisanten Lindbergh nicht als Heldenfigur spielen. Stattdessen verkörperte James Stewart Lindbergh in dem von Billy Wilder inszenierten Film.
Eine weitere Hauptrolle übernahm Kerr 1958 in dem romantischen Musical-Film South Pacific, einer Verfilmung des Musicals South Pacific. Er verkörperte Lt. Joe Cable, einen neu ankommenden Marineoffizier mit einer Geheimdienstmission, dem es gelingt, rassische und ethnische Vorurteile zu überwinden. In dem Katastrophenfilm SOS für Flug T 17 (1960), spielte Kerr einen Piloten, der dem Flugkapitän (Dana Andrews) hilft, ein Verkehrsflug zur Landung zu bringen. In dem Horrorfilm Das Pendel des Todes (1961) spielte Kerr seine letzte bemerkenswerte Filmrolle unter der Regie von Roger Corman. Seine Filmpartner waren Vincent Price und Barbara Steele. Kerr verkörperte Francis Bernard, einen jungen Mann, der den mysteriösen Tod seiner Schwester untersuchen will.
Während seine Kinokarriere in den 1960er-Jahren erlahmte, übernahm er mehrere durchgehende und wiederkehrende Rollen in US-amerikanischen Fernsehserien. 1963 hatte er eine durchgehende Serienrolle in der Krimiserie Arrest and Trial; er spielte den stellvertretenden Bezirksstaatsanwalt Barry Pine. Er weitere Serienhauptrolle hat er in der Fernsehserie Peyton Place; in der Saison 1965/1966 verkörperte er den Bezirksstaatsanwalt John Fowler. In den 1970er Jahren hatte Kerr eine wiederkehrende Rolle als Staatsanwalt Gerald O’Brien in der Fernsehserie Die Straßen von San Francisco.
Kerr hatte außerdem Episodenrollen und Gastrollen in verschiedenen US-amerikanischen Fernsehserien, unter anderem in Rauchende Colts (1962), Die Leute von der Shiloh Ranch (1963), Wagon Train (1963), 12 O'Clock High (1964/1965), The Alfred Hitchcock Hour (1965),  Flipper (1967), High Chaparral (1967), FBI (1967–1970), Polizeiarzt Simon Lark (1971), Owen Marshall – Strafverteidiger (1971), Columbo (1972), Police Story (1973–1976), Barnaby Jones (1974), Der Unsichtbare (1975), Medical Story (1975) und McMillan & Wife (1977).
Seine letzte Rolle hatte er, gemäß der Filmdatenbank IMDb, 1986 als Reporter bei einer Konferenz in dem Fernsehfilm  Der Herrscher des Central Parks, mit Tommy Lee Jones in der Hauptrolle.

## Berufstätigkeit als Anwalt
Ab Ende der 1960er Jahre studierte Kerr Rechtswissenschaften an der UCLA Law School. Er schloss die Law School ab und erhielt 1970 in Kalifornien die Zulassung als Anwalt. Er arbeitete in Vollzeit als Anwalt in Beverly Hills. Seine Schwerpunkte waren Schadensrecht und Arzthaftungsrecht. Daneben übernahm er weiterhin kleinere Rollen in verschiedenen Fernsehserien; teilweise auch, um sich mit seiner eigenen Anwaltskanzlei finanziell über Wasser zu halten. Im Jahre 2000 gab er seine Anwaltstätigkeit auf.

## Persönliches
Kerr war zweimal verheiratet. Seine erste Frau Priscilla Smith lernte er 1951 in Harvard kennen, als er Vorlesungen in Serbokroatischer Sprache und Literatur besuchte. Kerr und Smith heirateten im Dezember 1952; die Ehe wurde 1972 geschieden. Aus der Ehe gingen drei gemeinsame Kinder hervor, ein Sohn und zwei Töchter. 1979 heiratete Kerr seine zweite Ehefrau Barbara Chu.
Kerr starb im Alter von 81 Jahren nach kurzer Krankheit.

## Filmografie
- 1949: The Stratton Story
- 1953: Lux Video Theatre (Folge The White Gown)
- 1954: Justice (Fernsehserie, eine Folge)
- 1954: Robin Hood, der rote Rächer (The Men of Blackwood Forest)
- 1955: Die Verlorenen (The Cobweb)
- 1956: Gaby
- 1956: Anders als die anderen (Tea and Sympathy)
- 1957: Unter glühender Sonne (The Vintage)
- 1958: South Pacific
- 1960: SOS für Flug T 17 (The Crowded Sky)
- 1961: Das Pendel des Todes (Pit and the Pendulum)
- 1961: König der Könige (King of Kings)
- 1962: Rauchende Colts (Gunsmoke) (Fernsehserie, eine Folge)
- 1962: Preston & Preston (The Defenders) (Fernsehserie, eine Folge)
- 1963: Die Leute von der Shiloh Ranch (The Virginian) (Fernsehserie, eine Folge)
- 1963: Wagon Train (Fernsehserie, eine Folge)
- 1963–1964: Arrest and Trial (Fernsehserie)
- 1964–1965: 12 O’Clock High (Fernsehserie)
- 1965: The Alfred Hitchcock Hour (Fernsehserie, eine Folge)
- 1965–1966: Peyton Place (Fernsehserie)
- 1967: Flipper (Fernsehserie, eine Folge)
- 1967: High Chaparral (Fernsehserie, eine Folge)
- 1967–1970: FBI (Fernsehserie, sieben Folgen)
- 1971: Polizeiarzt Simon Lark (Dr. Simon Locke) (Fernsehserie, eine Folge)
- 1971: Owen Marshall – Strafverteidiger (Owen Marshall: Counselor at Law) (Fernsehserie, eine Folge)
- 1972: Columbo: Mord unter sechs Augen (Dead Weight) (Fernsehreihe)
- 1973–1976: Police Story (Fernsehserie, fünf Folgen)
- 1973–1977: Die Straßen von San Francisco (The Streets of San Francisco) (Fernsehserie, neun Folgen)
- 1974: Barnaby Jones (Fernsehserie, eine Folge)
- 1975: Der Unsichtbare (The Invisible Man) (Fernsehserie, eine Folge)
- 1975: Medical Story (Fernsehserie, eine Folge)
- 1977: McMillan & Wife (Fernsehserie, eine Folge)
- 1977: Washington hinter verschlossenen Türen (Washington: Behind Closed Doors) (Fernsehserie, eine Folge)
- 1986: Der Herrscher des Central Parks (The Park Is Mine) (Fernsehfilm)